# Phoronida
Embranchement
Genres de rang inférieur
- Phoronis
- Phoronopsis

Les Phoronidiens forment un embranchement qui contient des espèces marines se nourrissant par filtration. 

## Description et caractéristiques

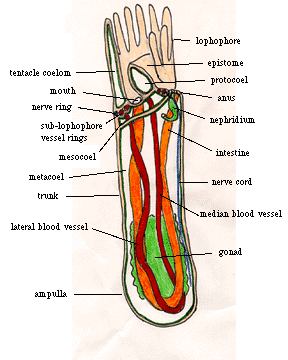
Anatomie d'un phoronide.

Les phoronides sont des animaux vermiformes, vivant dans un tube cylindrique chitineux dans lequel ils se déplacent librement. Leur corps est divisé en trois parties : le protosome (qui surplombe la bouche), le mésosome (qui comprend les lophophores, organes filtreurs en fer à cheval ou en spirales), et le métasome, qui est le tronc cylindrique de l'animal, terminé par une ampoule de fixation et où se trouvent la plupart des organes internes. Ainsi fixés au substrat dans leur tube, ils laissent dépasser leurs lophophores pour piéger le plancton dans le courant d'eau et s'en nourrir. 
Les phoronides sont hermaphrodites et ont également accès à un mode de reproduction asexué. 
On trouve ces animaux dans la plupart des mers non glaciaires du monde, dans les 70 premiers mètres (exceptionnellement plus profond, jusqu'à 400 m). Ils sont connus depuis au moins le Dévonien, et constituent un groupe très basal de métazoaires, proche des brachiopodes. 

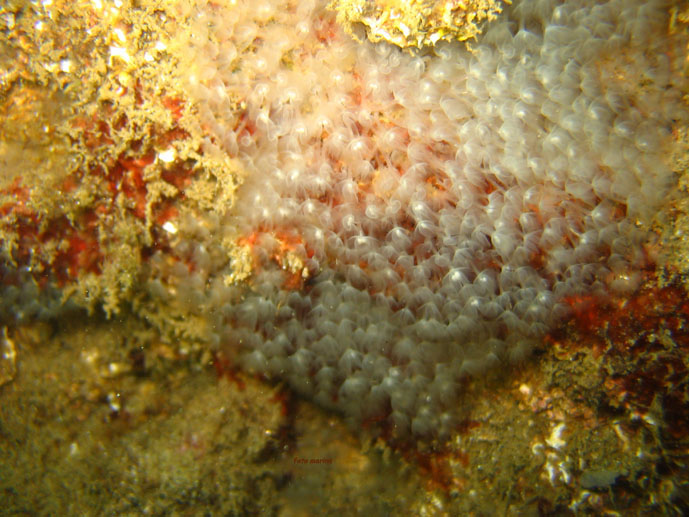
Colonie de Phoronis hippocrepia en Méditerranée.
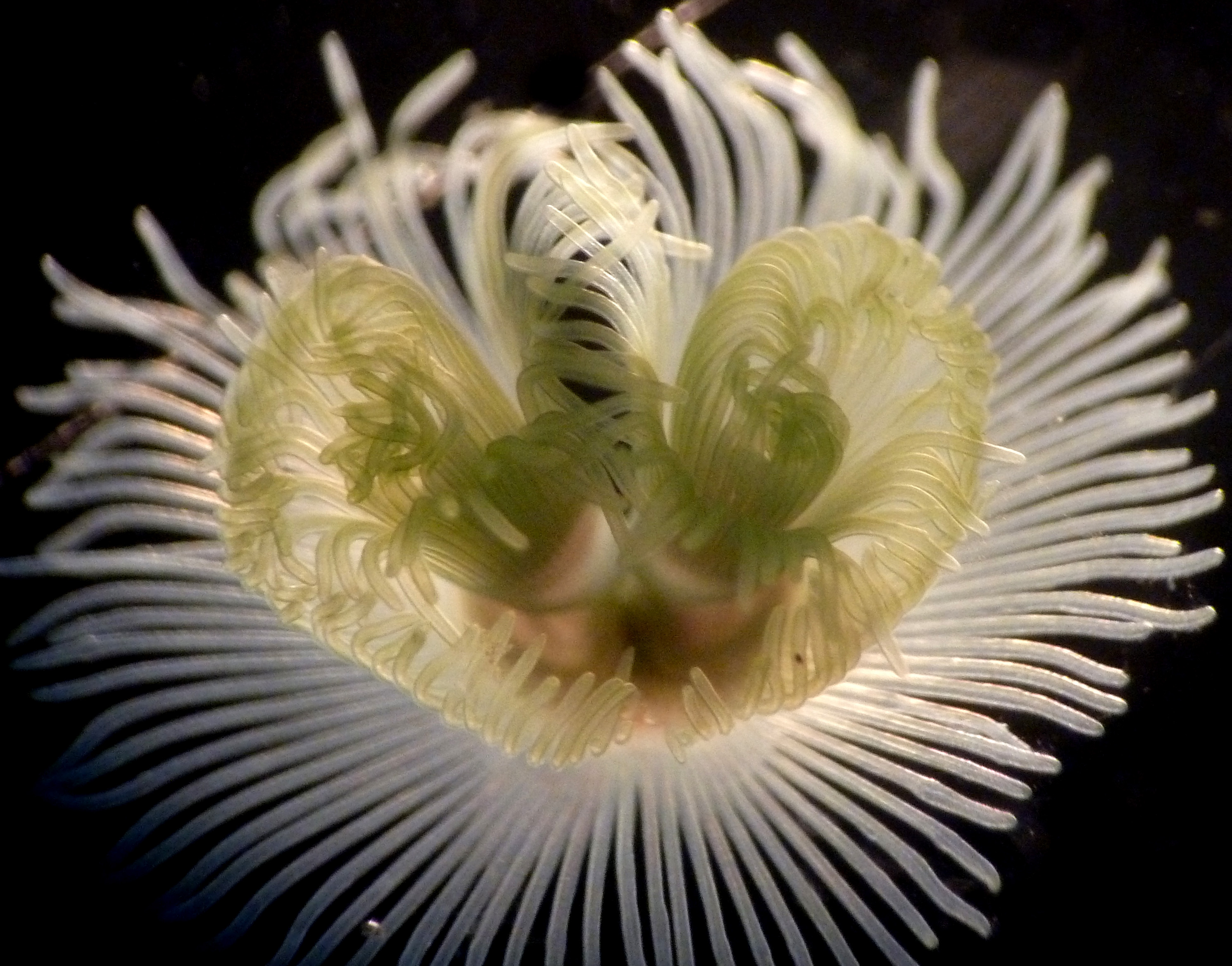
Lophophore de Phoronopsis harmeri.
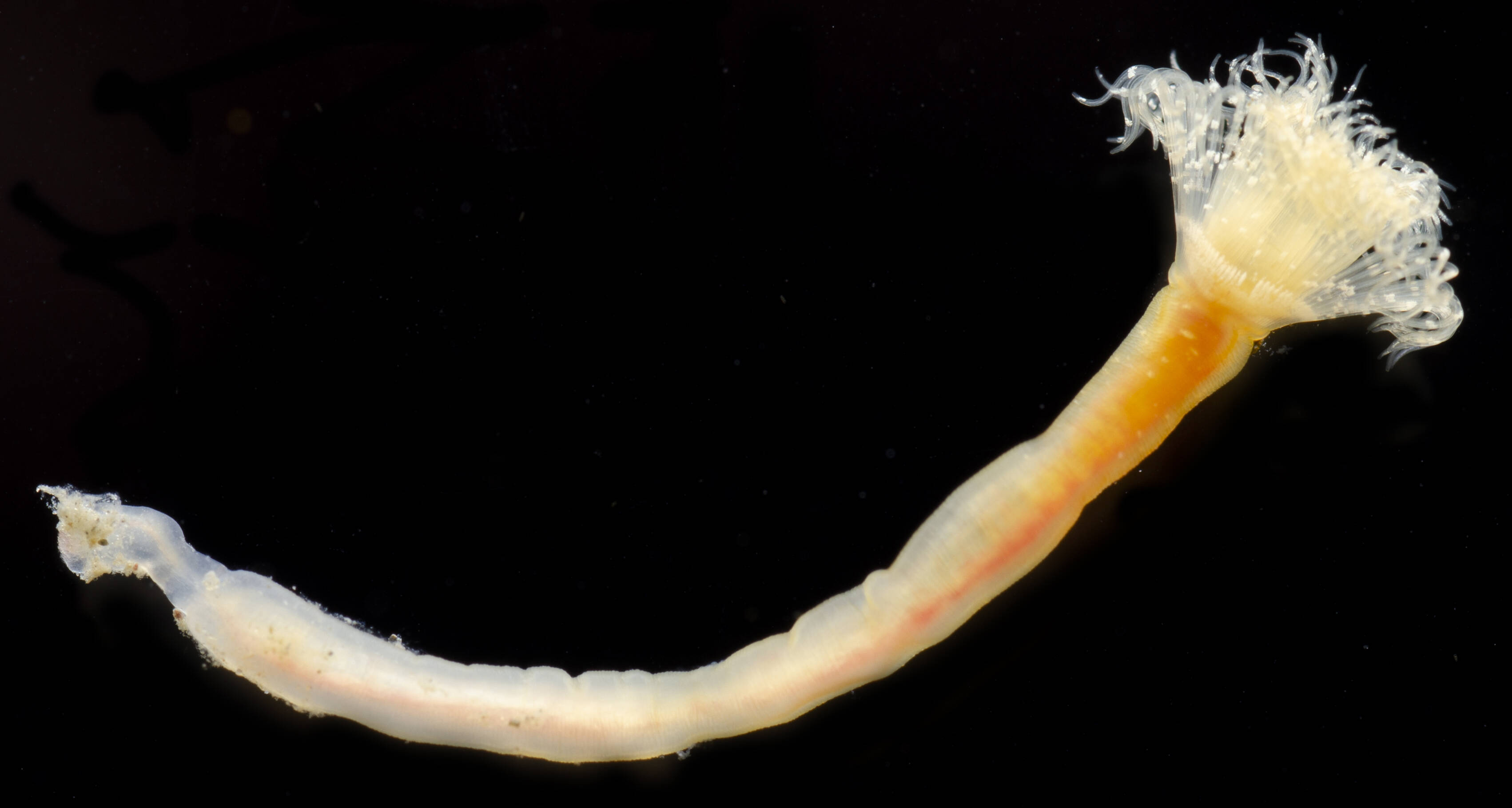
Phoronopsis harmeri sorti (artificiellement) de son tube.

## Taxinomie
Les analyses phylogénétiques les plus récentes placent ce groupe au sein des Phoronozoaires soit comme groupe-frère des Brachiopodes, soit au sein de ceux-ci qui seraient alors paraphylétiques.
Selon World Register of Marine Species (25 février 2016) :
- famille Phoronidae Hatschek, 1880
  - genre Phoronis Wright, 1856 -- 8 espèces
  - genre Phoronopsis Gilchrist, 1907 -- 3 espèces

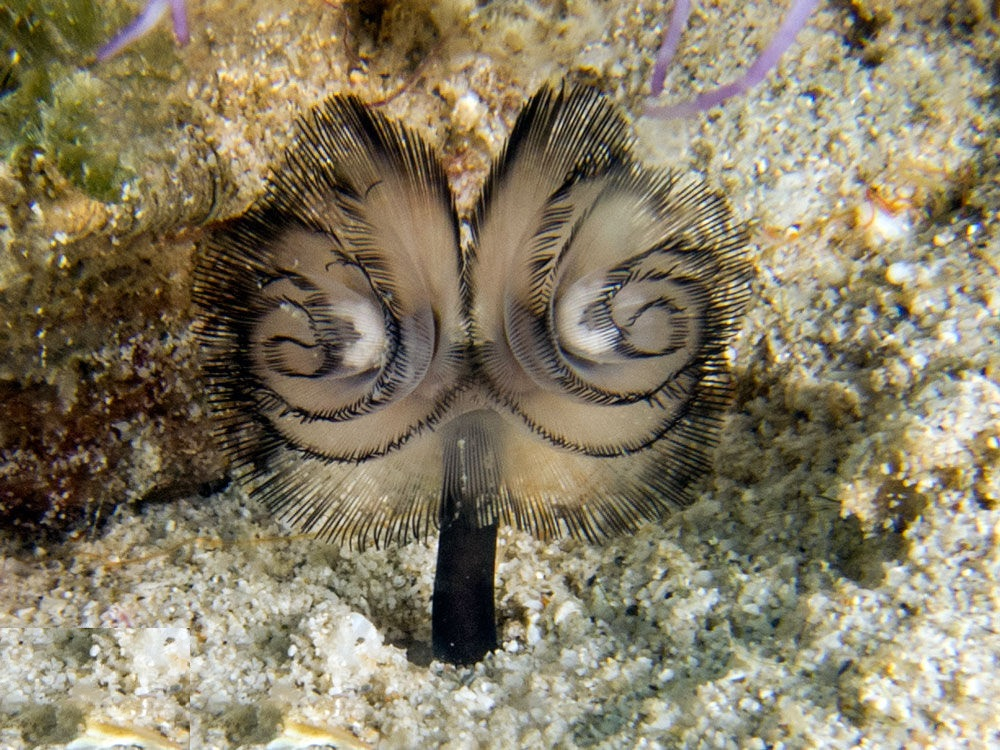
Phoronis australis
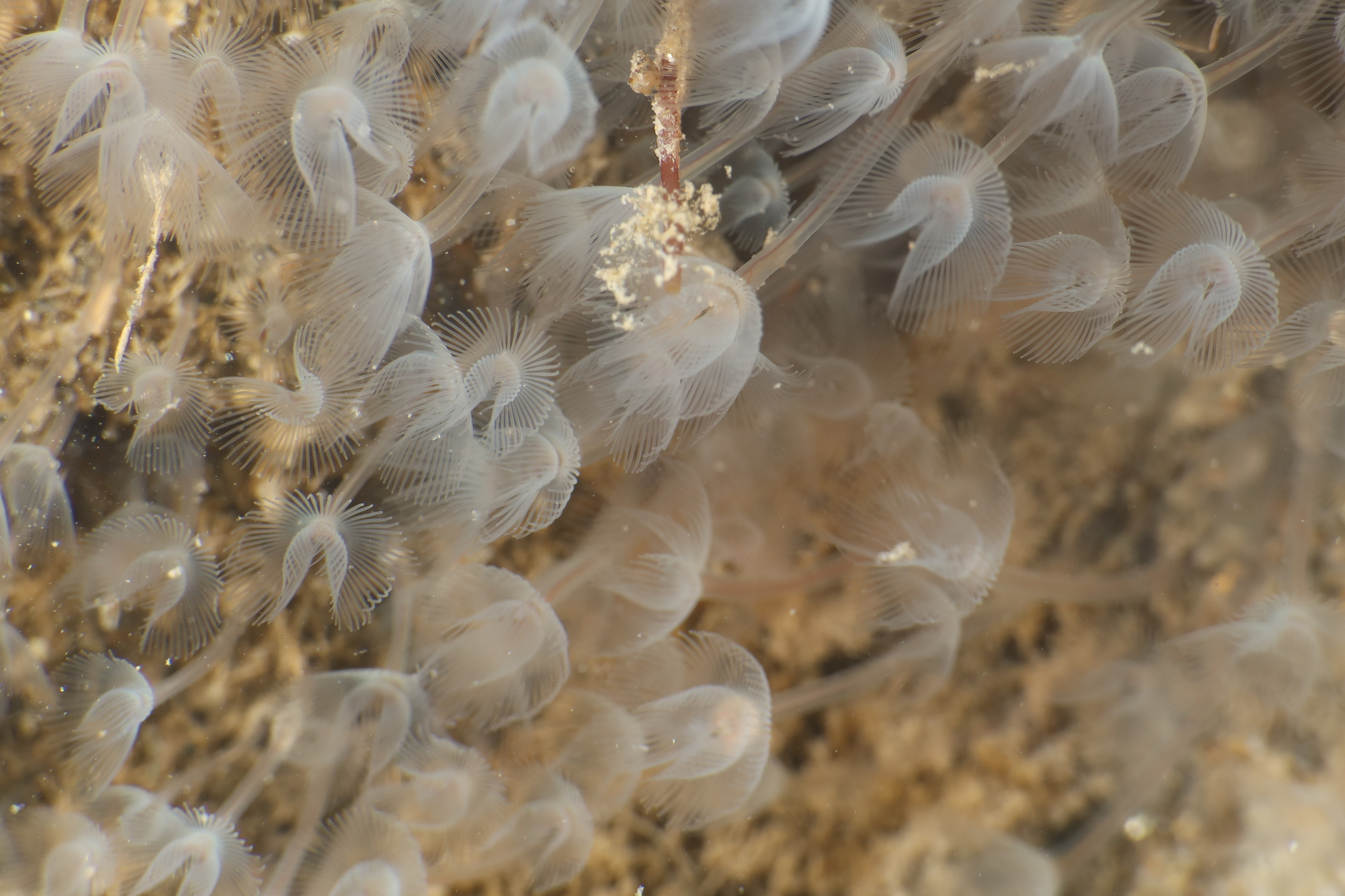
Phoronis hippocrepia
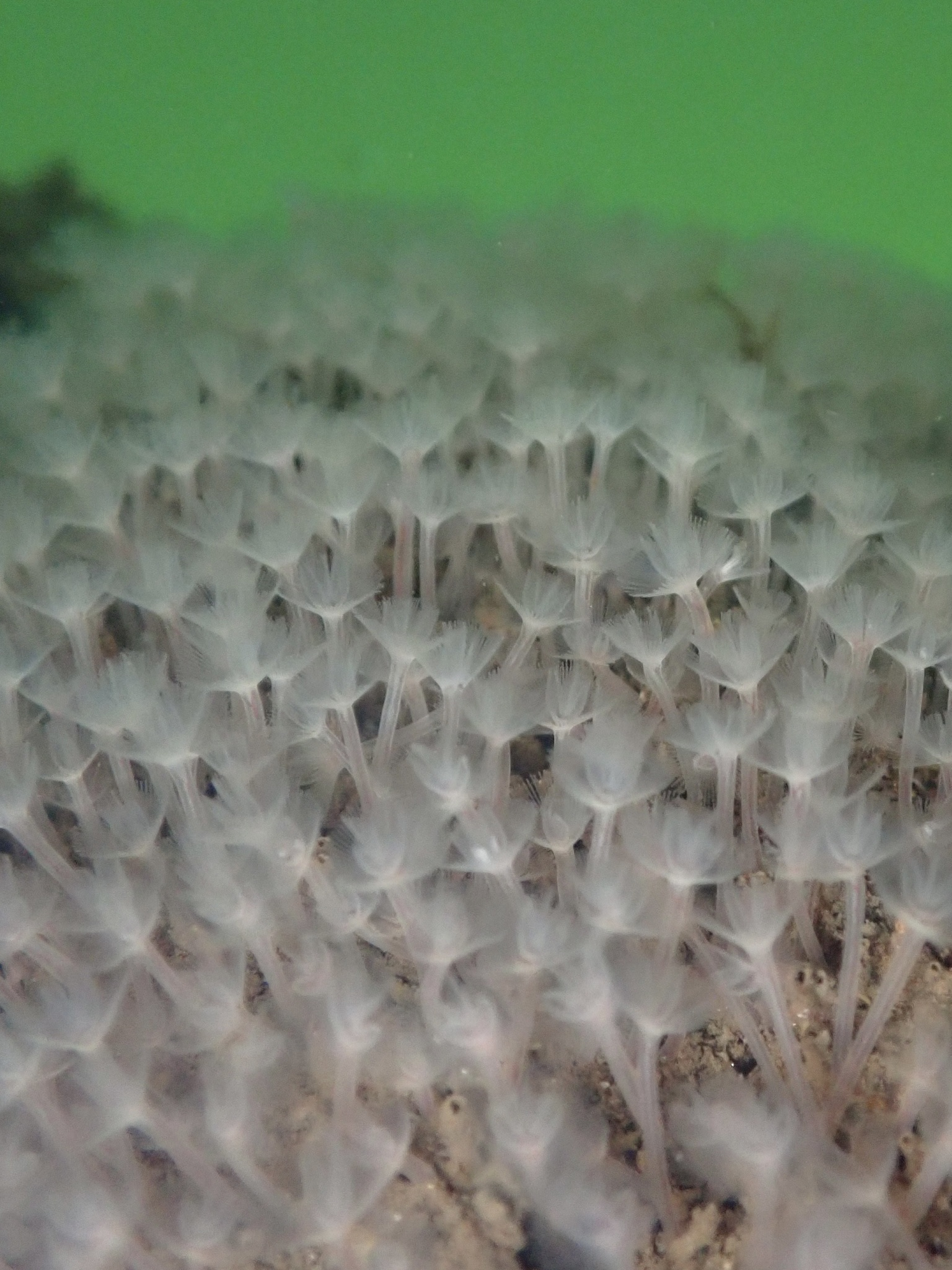
Phoronis ijimai
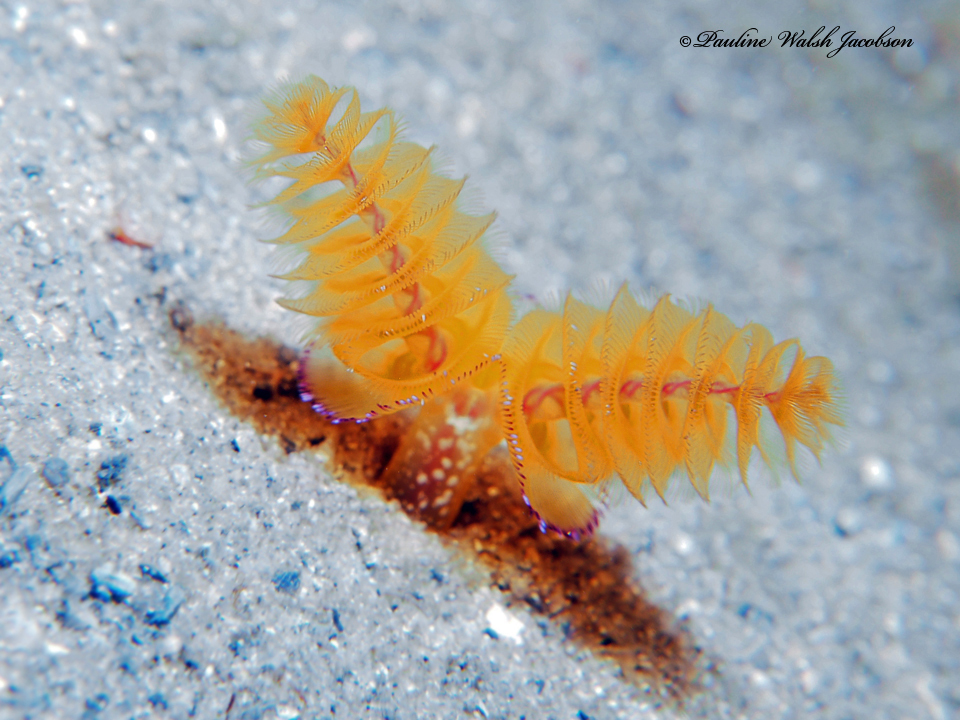
Phoronopsis californica
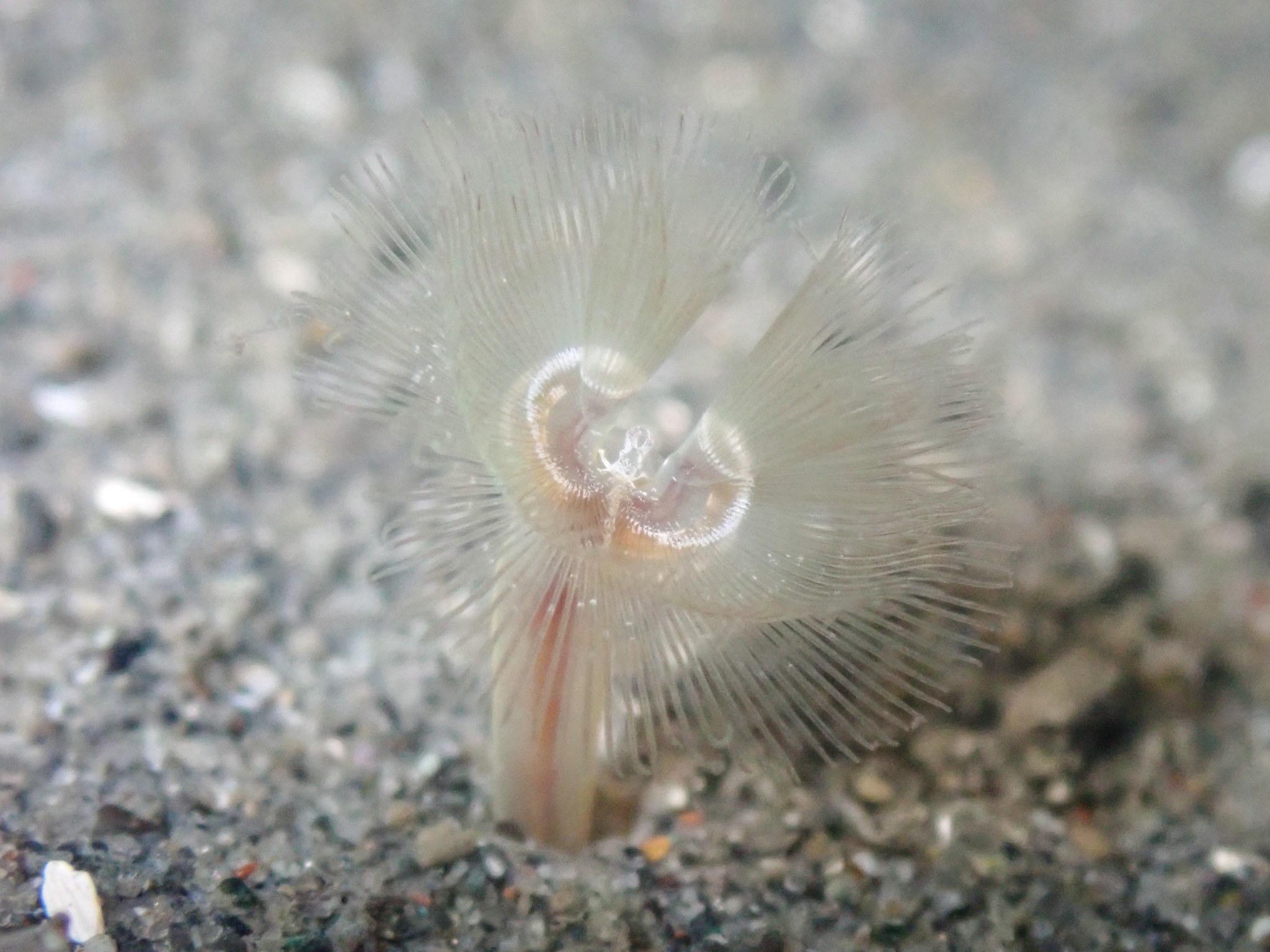
Phoronopsis harmeri

### Publication originale
- Hatschek, B. 1888. Lehrbuch der Zoologie, eine morphologische Übersicht des Thierreiches zur Einführung in das Studium dieser Wissenschaft. Jena, Gustav Fischer. vol. 1, 432 pages. (Texte intégral - Cf. p. 40)